# Marianna Burelli
Marianna Burelli (n. Caracas, Venezuela; 22 de abril de 1983) es una actriz venezolana de cine, teatro y televisión radicada en México. Conocida principalmente en México por su papel de 'Natalia Velasco' en la serie de Once TV México Paramédicos, y también en la serie biográfica de BTF Media Su nombre era Dolores, la Jenn que yo conocí por haber interpretado a 'Rosie Rivera' la hermana de la fallecida cantante Jenni Rivera.

## Filmografía

### Series de televisión
| Año       | Nombre de la serie    | Personaje                         |
| --------- | --------------------- | --------------------------------- |
| 2025      | Entre paredes         | Kari                              |
| 2017      | Ingobernable          | Daniela Hurtado                   |
| 2017      | Su nombre era Dolores | Rosie Rivera                      |
| 2017      | El Torito             | Daniela                           |
| 2015      | El Vato               | Pam                               |
| 2012-2015 | Paramédicos           | Paramédico Natalia 'Nati' Velazco |
| 2012      | La Teniente           | Ania de Lucca                     |
| 2012      | La clínica            | Vera Cruz                         |
| 2012      | El albergue           | Virginia                          |
| 2010      | Drenaje profundo      | Chica Rubia                       |

### Cine
| Año  | Película                | Personaje  |
| ---- | ----------------------- | ---------- |
| 2020 | Cindy la Regia          | Laura      |
| 2019 | Como novio de pueblo    | Toña       |
| 2018 | Loca por el trabajo     | Marcela    |
| 2018 | Ya veremos              | Enfermera  |
| 2018 | Todo mal                | Duva       |
| 2017 | Cómo cortar a tu patán  | Regina     |
| 2017 | El que busca encuentra  | Mónica     |
| 2016 | Los presentes           | Ana        |
| 2014 | Las oscuras primaveras  | Maribel    |
| 2014 | Casi treinta            | Irma       |
| 2014 | Yerbamala               | Concepción |
| 2013 | Rutina                  | Rebeca     |
| 2011 | El que vendrá           | "La Muda"  |
| 2009 | La ruleta de los sueños | Mirella    |
| 2009 | Vuelve a mi             | Silvia     |